# Декларация Рио-де-Жанейро по окружающей среде и развитию
Декларация Рио-де-Жанейро по окружающей среде и развитию (Декларация Рио) — декларация, содержащая основные принципы экологического права, принятая на конференции Организации Объединённых Наций по окружающей среде и развитию в июне 1992 года в Рио-де-Жанейро (Саммит Земли).
Декларация развивает положения, содержащиеся в декларации конференции Организации Объединённых Наций по проблемам окружающей среды, принятой в Стокгольме 16 июня 1972 года (Стокгольмская декларация), и содержит 27 принципов экологически корректного поведения мирового сообщества. В декларации также определяются цели её принятия.
Декларация Рио-де-Жанейро по окружающей среде и развитию — один из основных источников экологического права (основополагающих нормативных принципов по охране окружающей среды) большинства стран. В настоящее время[когда?] она подписана 178 государствами.
Через 20 лет после принятия декларации Рио была проведена крупная конференция ООН по устойчивому развитию «Рио+20».